# پامچال گاوزبان
پامچال گاوزبان یا پامچال طبی (نام علمی: Primula veris) نام یک گونه از سرده پامچال‌ها است.